# EasyNumber
EasyNumber (acrônimo do inglês "Enterprise Access System Number", em português Número de Acesso ao Sistema da Empresa) é um identificador de informações comerciais fornecido pela EasyNumber Company, um empreendimento conjunto entre as companhias CreditReform e Coface. É sequencialmente atribuído a qualquer tipo de organização pública ou privada, empresas de exploração ou prestadores de serviços, nacionais ou internacionais, independentemente do país de origem ou da indústria de exploração.
Este identificador internacional combina múltiplas fontes de identificação nacional, como RG, CPF e CNPJ, baseadas numa abordagem aberta.

## Estrutura
É uma ferramenta projetada para assegurar que a operação do negócio esteja em conformidade com as normas legais, complementando os identificadores locais existentes com os quais está sincronizado.
Na prática, é um conjunto de 19 dígitos, conforme a seguinte estrutura:
- Os primeiros 14 dígitos são o número de identificação da empresa (12 dígitos + 2 dígitos de controlo).
- Os últimos 5 dígitos definem a unidade da empresa (sucursal, divisão, empresa mãe, etc.).

## Considerações
Lançada em junho de 2007 , a EasyNumber é reconhecida pelo BIAA , e FECMA, convergindo com as expectativas da Comissão Europeia (CEN Workshop Acordo de Novembro de 2009).
Estima-se que em 2010 a EasyNumber já estivesse a ser usada por aproximadamente 66 milhões de empresas.